# Капитанови
Братя Капитанови са най-крупните представители на мелничарската индустрия в Стара Загора в началото на 20 век. Никола Капитанов още в средата на 19 в. се занимава с житарство и търговия. Притежава фурна в центъра на града. Той поставя основите на мелничарския бизнес на рода, продължен от синовете му Андрея и Ради.
През 1909 г. регистрират СД „Братя Капитанови и сие“ за производство на търговски брашна и грис. По време на войните мелницата не спира да работи, като част от продукцията е предназначена за войската. След Първата световна война Капитанови започват и внос на брашна от САЩ. В началото на 20-те години на 20 в. мелницата е модернизирана, разширена и оборудвана с нови машини.
През 1939 г. братя Капитанови и Александър Марулев, собственик на картонажна фабрика, регистрират СД „Капитанови и Марулеви“ също с предмет на дейност мелничарство. Построена е втора, по-малка мелница. Мелниците са национализирани през 1947 г. и влизат в държавната мелница БРАШЗАВ.